# Электрический генератор

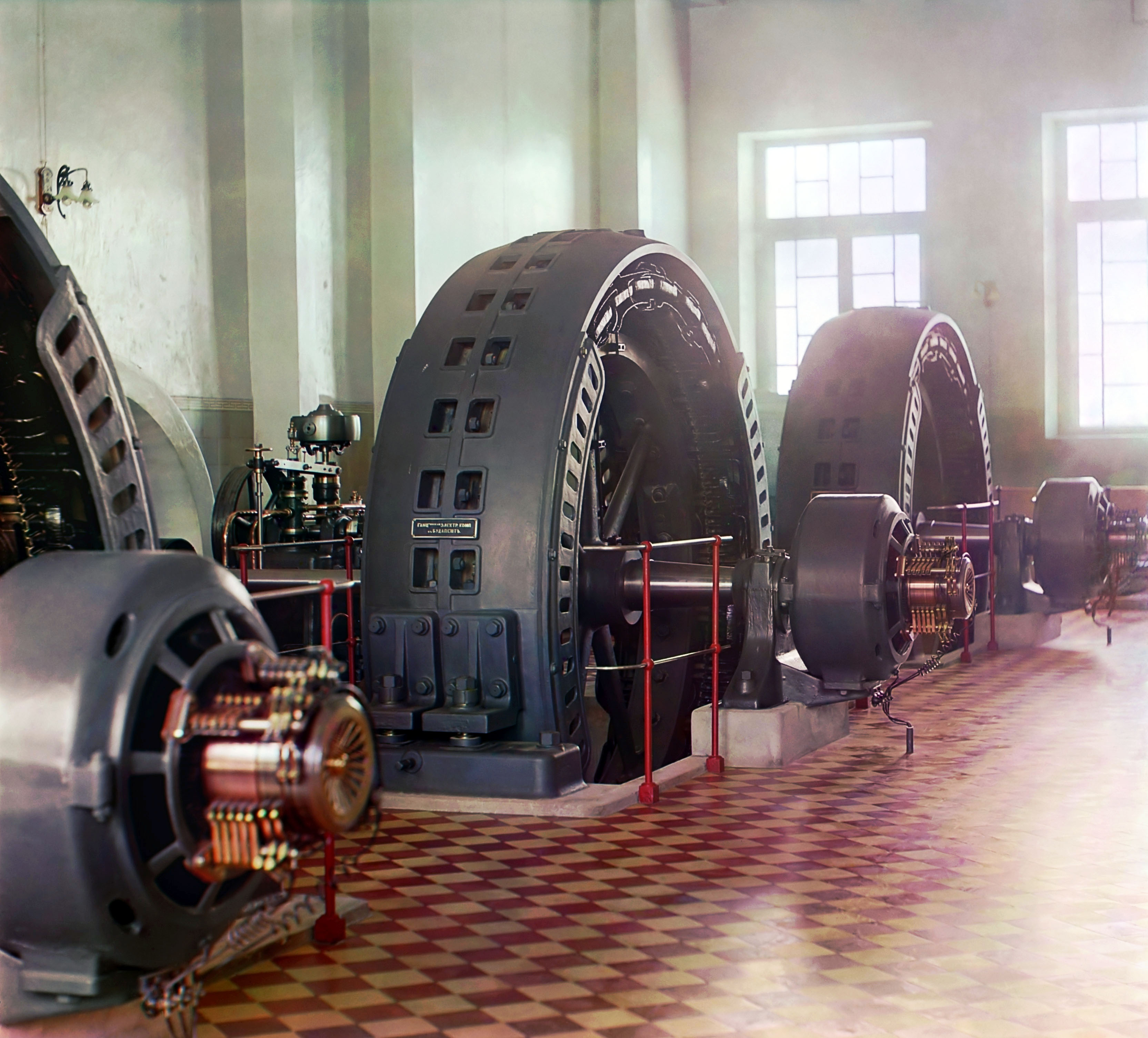
Электрогенераторы в начале XX века. Гиндукушская ГЭС на реке Мургаб, бывшая во время ввода в эксплуатацию мощнейшей в Российской империи. Сделано в Венгрии: Компания Ганц, 1909 год. Фотография Прокудина-Горского, 1911 год.

Электри́ческий генера́тор — устройство, в котором неэлектрические виды энергии (механическая, химическая, тепловая и т.д.) преобразуются в электрическую энергию.

## История

### Динамо-машина Йедлика
В 1827 венгерский физик Аньош Иштван Йедлик начал экспериментировать с электромагнитными вращающимися устройствами, которые он называл электромагнитные самовращающиеся роторы. В прототипе его униполярного электродвигателя (был завершён между 1853 и 1856 годами) и стационарная, и вращающаяся части были электромагнитные. Он сформулировал концепцию динамо-машины по меньшей мере за 6 лет до Сименса и Уитстона, но не запатентовал изобретение, потому что думал, что он не первый, кто это сделал. Суть его идеи состояла в использовании вместо постоянных магнитов двух противоположно расположенных электромагнитов, которые создавали магнитное поле вокруг ротора. Изобретение Йедлика на десятилетия опередило его время.

### Диск Фарадея

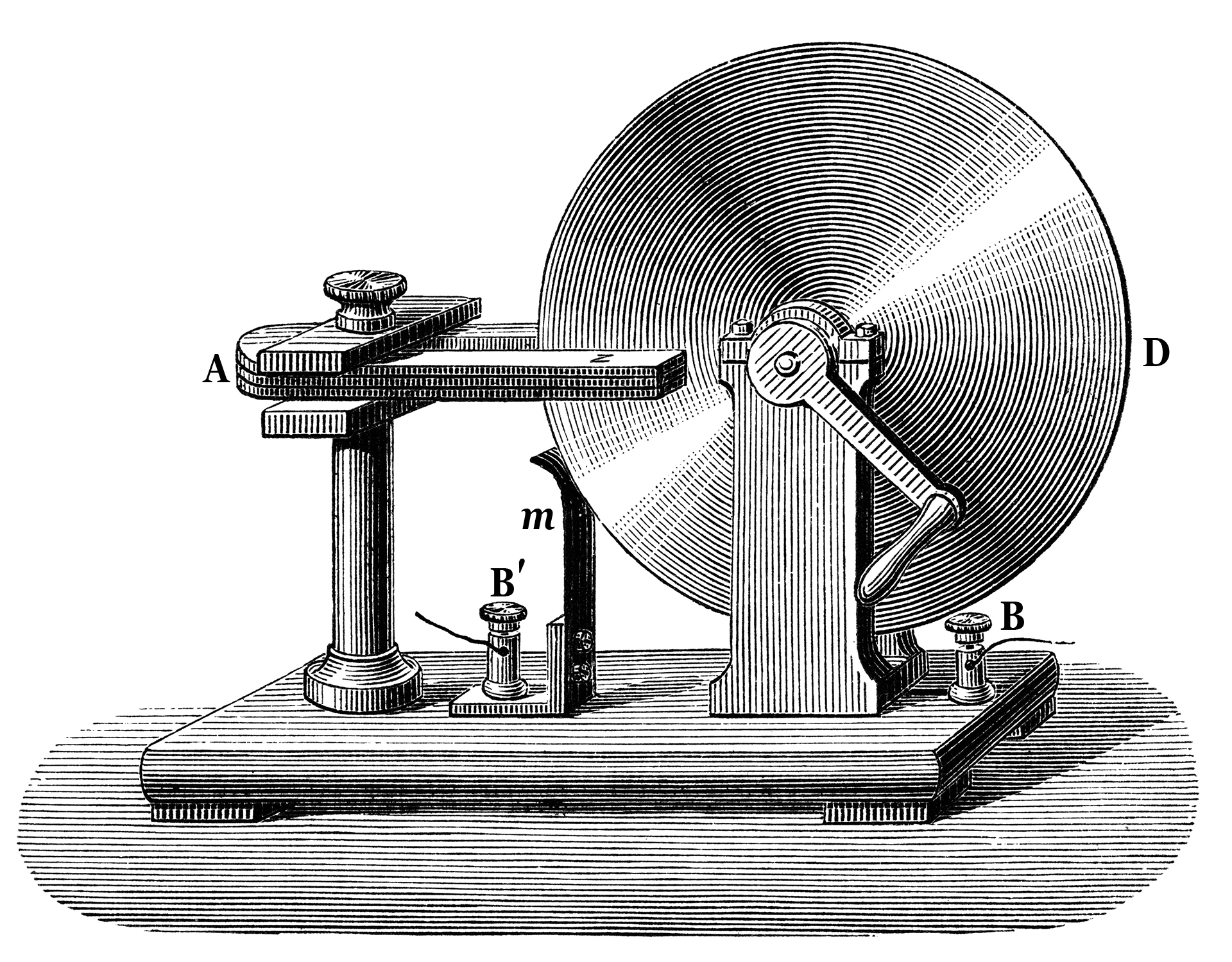
Диск Фарадея

В 1831 году Майкл Фарадей открыл принцип работы электромагнитных генераторов. Принцип, позднее названный законом Фарадея, заключался в том, что разница потенциалов образовывалась между концами проводника, который двигался перпендикулярно магнитному полю. Он также построил первый электромагнитный генератор, названный «диском Фарадея», который являлся униполярным генератором, использовавшим медный диск, вращающийся между полюсами подковообразного магнита. Он вырабатывал небольшое постоянное напряжение и сильный ток.
Конструкция была несовершенна, потому что ток самозамыкался через участки диска, не находившиеся в магнитном поле. Паразитный ток ограничивал мощность, снимаемую с контактных проводов, и вызывал бесполезный нагрев медного диска. Позднее в униполярных генераторах удалось решить эту проблему, расположив вокруг диска множество маленьких магнитов, распределённых по всему периметру диска, чтобы создать равномерное поле и ток только в одном направлении.
Другой недостаток состоял в том, что выходное напряжение было очень маленьким, потому что образовывался только один виток вокруг магнитного потока. Эксперименты показали, что, используя много витков провода в катушке, можно получить часто требовавшееся более высокое напряжение. Обмотки из проводов стали основной характерной чертой всех последующих разработок генераторов.
Однако, последние достижения (редкоземельные магниты) сделали возможными униполярные двигатели с магнитом на роторе и должны были внести много усовершенствований в старые конструкции.

### Динамо-машина

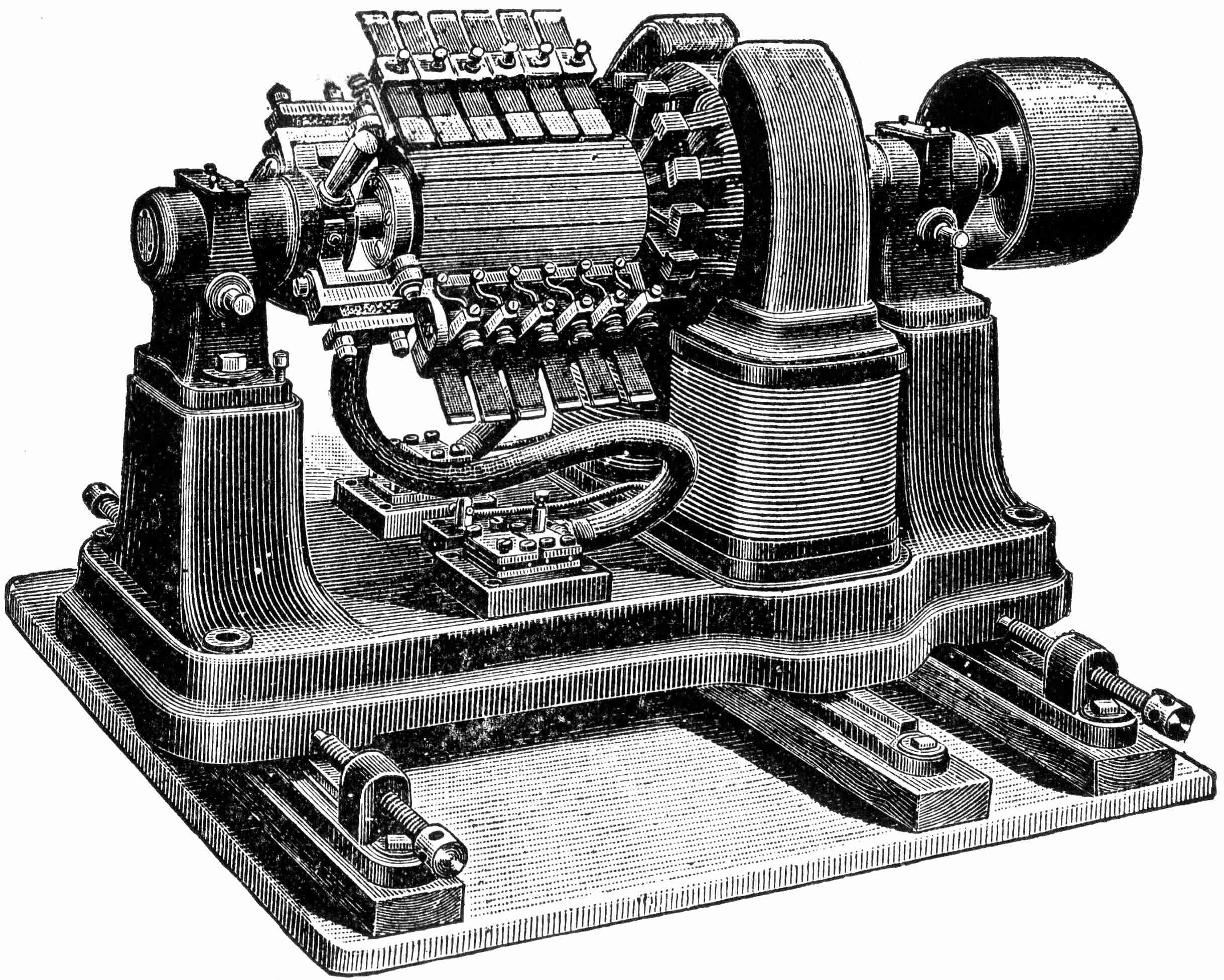
Динамо-машины больше не используются для выработки электроэнергии из-за своих размеров и сложности коммутаторов. Эта большая приводимая в действие ремённой передачей сильноточная динамо-машина выдавала ток 310 ампер и напряжение 7 вольт, или 2170 ватт, когда вращалась с частотой 1400 об/мин.

Динамо-машина стала первым электрическим генератором, способным вырабатывать мощность для промышленности. Её работа основана на законах электромагнетизма для преобразования механической энергии в пульсирующий постоянный ток. Постоянный ток вырабатывался благодаря использованию механического коммутатора. Первую динамо-машину построил Ипполит Пикси в 1832 году.
Пройдя ряд менее значимых открытий, динамо-машина стала прообразом, из которого появились дальнейшие изобретения, такие как двигатель постоянного тока, генератор переменного тока, синхронный двигатель, роторный преобразователь.
Динамо-машина состоит из статора, который создаёт постоянное магнитное поле, и набора обмоток, вращающихся в этом поле. На маленьких машинах постоянное магнитное поле могло создаваться с помощью постоянных магнитов, у крупных машин постоянное магнитное поле создаётся одним или несколькими электромагнитами, обмотки которых обычно называют обмотками возбуждения.
Большие мощные динамо-машины сейчас можно редко где увидеть из-за большей универсальности использования переменного тока в сетях электропитания и электронных твердотельных преобразователей постоянного тока в переменный. Однако до того, как был открыт переменный ток, огромные динамо-машины, вырабатывавшие постоянный ток, были единственной возможностью для выработки электроэнергии. Сейчас динамо-машины являются редкостью.
Обратимость электрических машин
Русский учёный Э. Х. Ленц в 1833 году указал на обратимость электрических машин: одна и та же машина может работать как электродвигатель, если её питать током, и может служить генератором электрического тока, если её ротор привести во вращение каким-либо двигателем, например, паровой машиной. В 1838 году Ленц, один из членов комиссии по испытанию действия электрического мотора Якоби, на опыте доказал обратимость электрической машины.
Первый генератор электрического тока, основанный на явлении электромагнитной индукции, был построен в 1832 году парижскими техниками братьями Пиксин. Этим генератором трудно было пользоваться, так как приходилось вращать тяжёлый постоянный магнит, чтобы в двух проволочных катушках, укреплённых неподвижно вблизи его полюсов, возникал переменный электрический ток. Генератор был снабжён устройством для выпрямления тока. Стремясь повысить мощность электрических машин, изобретатели увеличивали число магнитов и катушек. Одной из таких машин, построенной в 1843 году, был генератор Эмиля Штерера. У этой машины было три сильных подвижных магнита и шесть катушек, вращавшихся от рук вокруг вертикальной оси. Таким образом, на первом этапе развития электромагнитных генераторов тока (до 1851 года) для получения магнитного поля применяли постоянные магниты. На втором этапе (1851—1867) создавались генераторы, у которых для увеличения мощности постоянные магниты были заменены электромагнитами. Их обмотка питалась током от самостоятельного небольшого генератора тока с постоянными магнитами. Подобная машина была создана англичанином Генри Уальдом в 1863 году.
При эксплуатации этой машины выяснилось, что генераторы, снабжая электроэнергией потребителя, могут одновременно питать током и собственные магниты. Оказалось, что сердечники электромагнитов сохраняют остаточный магнетизм после выключения тока. Благодаря этому генератор с самовозбуждением даёт ток и тогда, когда его запускают из состояния покоя. В 1866—1867 годах ряд изобретателей получил патенты на машины с самовозбуждением.
В 1870 году бельгиец Зеноб Грамма, работавший во Франции, создал генератор, получивший широкое применение в промышленности. В своей динамо-машине он использовал принцип самовозбуждения и усовершенствовал кольцевой якорь, изобретённый ещё в 1860 году А. Пачинотти.
В одной из первых машин Грамма кольцевой якорь, укреплённый на горизонтальном валу, вращался между полюсными наконечниками двух электромагнитов. Якорь приводился во вращение через приводной шкив, обмотки электромагнитов были включены последовательно с обмоткой якоря. Генератор Грамма давал постоянный ток, который отводился с помощью металлических щёток, скользивших по поверхности коллектора. На Венской международной выставке в 1873 году демонстрировались две одинаковые машины Грамма, соединённые проводами длиной 1 километр. Одна из машин приводилась в движение от двигателя внутреннего сгорания и служила генератором электрической энергии. Вторая машина получала электрическую энергию по проводам от первой и, работая как двигатель, приводила в движение насос. Это была эффектная демонстрация обратимости электрических машин, открытой Ленцем, и демонстрация принципа передачи энергии на расстояние.
До того, как была открыта связь между электричеством и магнетизмом, использовались электростатические генераторы, которые работали на основе принципов электростатики. Они могли вырабатывать высокое напряжение, но имели маленький ток. Их работа была основана на использовании наэлектризованных ремней, пластин и дисков для переноса электрических зарядов с одного электрода на другой. Заряды вырабатывались, используя один из двух принципов:
- электростатическую индукцию
- трибоэлектрический эффект, при котором электрический заряд возникал из-за механического контакта двух диэлектриков.

По причине низкой эффективности и сложностей с изоляцией машин, вырабатывающих высокие напряжения, электростатические генераторы имели низкую мощность и никогда не использовались для выработки электроэнергии в значимых для промышленности масштабах. Примерами доживших до наших дней машин подобного рода являются электрофорная машина и генератор Ван де Граафа.

### Другие электрические генераторы, использующие вращение
Без коммутатора динамо-машина является примером генератора переменного тока. С электромеханическим коммутатором динамо-машина — классический генератор постоянного тока. Генератор переменного тока должен всегда иметь постоянную частоту вращения ротора и быть синхронизирован с другими генераторами в сети распределения электропитания. Генератор постоянного тока может работать при любой частоте ротора в допустимых для него пределах, но вырабатывает постоянный ток.

### МГД-генератор
Магнитогидродинамический генератор напрямую вырабатывает электроэнергию из энергии движущейся через магнитное поле плазмы или другой подобной проводящей среды (например, жидкого электролита) без использования вращающихся частей. Разработка генераторов этого типа началась потому, что на его выходе получаются высокотемпературные продукты сгорания, которые можно использовать для нагрева пара в парогазовых электростанциях и таким образом повысить общий КПД. МГД-генератор является обратимым устройством, то есть может быть использован и как двигатель.

## Классификация
- Электромеханические
  - Индукционные
  - Электрофорная машина
- Термоэлектрические
  - Термопары
  - Термоэмиссионные преобразователи
- Фотоэлементы
- Магнитогидро (газо)динамические генераторы
- Химические источники тока
  - Гальванические элементы
  - Топливные элементы
- Биогенераторы

## Электромеханические индукционные генераторы
Электромеханический генера́тор — это электрическая машина, в которой механическая работа преобразуется в электрическую энергию.
{\displaystyle E=-{\frac {d\Phi }{dt}}} — устанавливает связь между ЭДС и скоростью изменения магнитного потока {\displaystyle \Phi } пронизывающего обмотку генератора.

### Классификация электромеханических генераторов
- По типу первичного двигателя:
  - Турбогенератор — электрический генератор, приводимый в движение паровой турбиной или газотурбинным двигателем;
  - Гидрогенератор — электрический генератор, приводимый в движение гидравлической турбиной;
  - Дизель-генератор — электрический генератор, приводимый в движение дизельным двигателем;
  - Ветрогенератор — электрический генератор, преобразующий в электричество кинетическую энергию ветра;
  - Стирлинг-генератор - электрический генератор, приводимый в движение двигателем Стирлинга. Преимуществом такого генератора является возможность использования любого источника тепла: от горения дров или солнечного света до тепла радиоактивного распада, например, плутония-238.

- По виду выходного электрического тока:
  - Трёхфазный
  - Однофазный

- Вид соединения обмоток:
  - С включением обмоток звездой
  - С включением обмоток треугольником

- По способу возбуждения
  - С возбуждением постоянными магнитами
  - С внешним возбуждением
  - С самовозбуждением
    - С последовательным возбуждением
    - С параллельным возбуждением
    - Со смешанным возбуждением